# Siegfried Budge

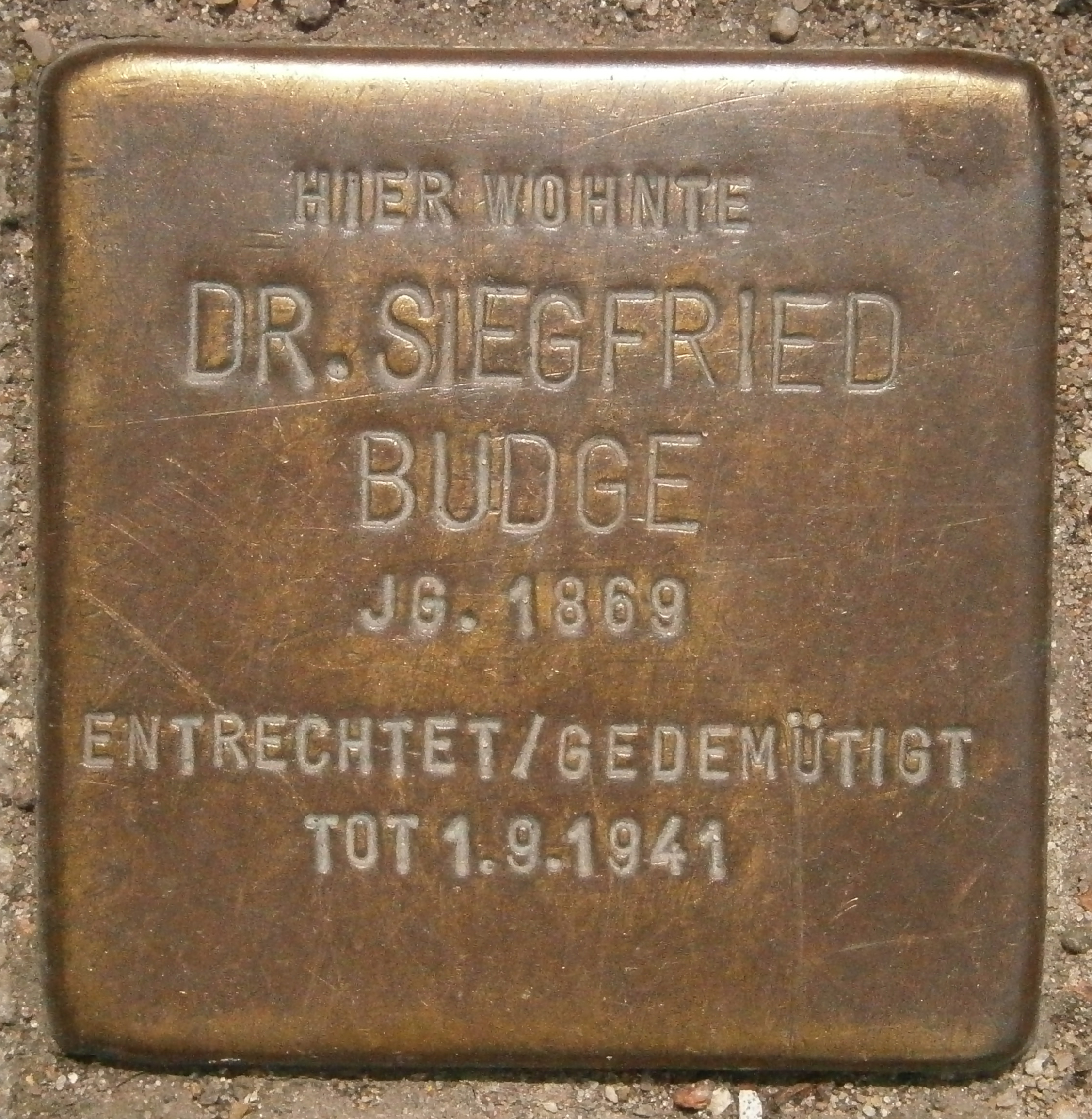
Stolperstein für Siegfried Budge

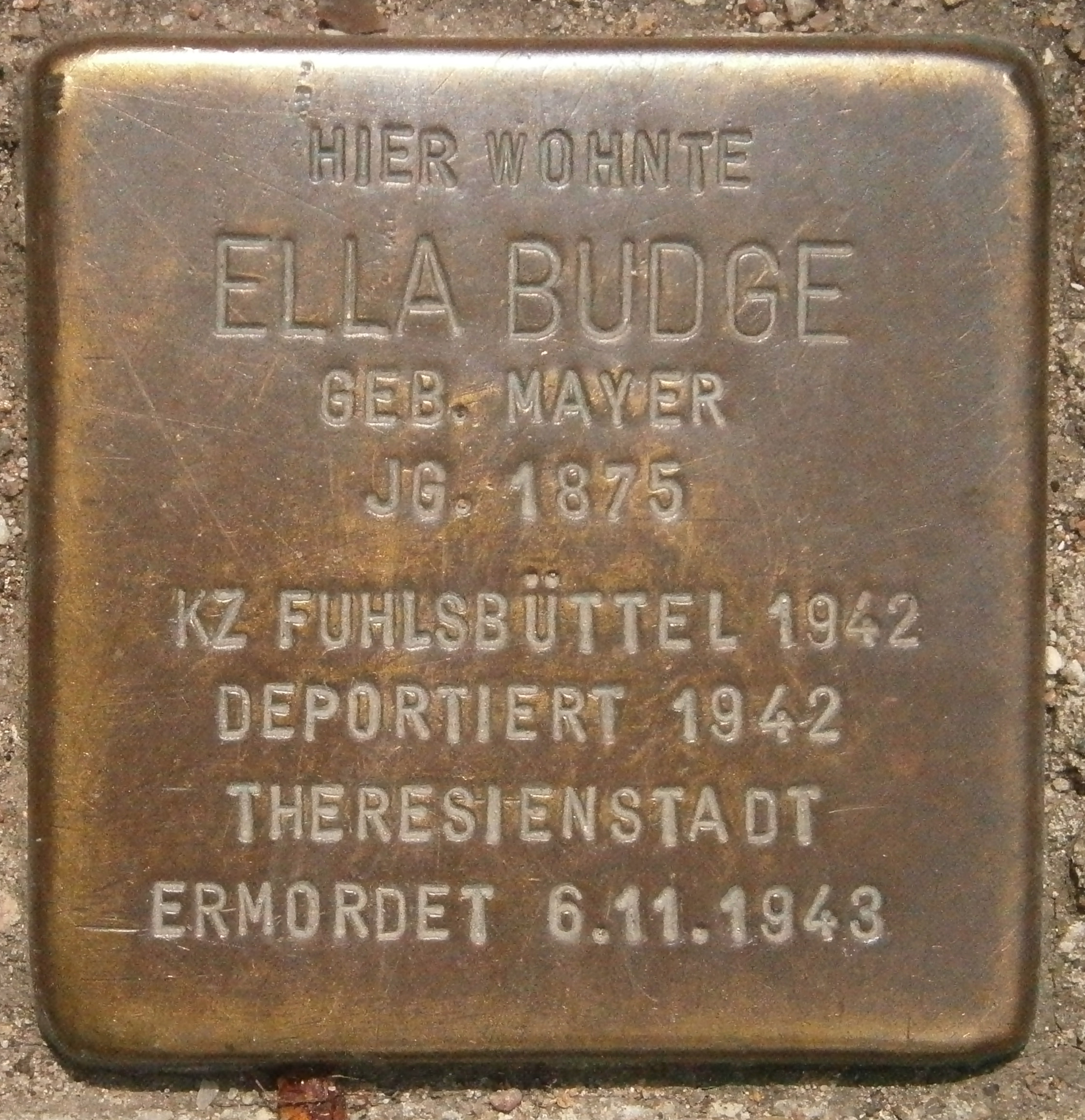
Stolperstein für Ella Budge

Siegfried Budge (geboren 18. Juni 1869 in Frankfurt am Main; gestorben 1. September 1941 in Hamburg) war ein deutscher Jurist und Nationalökonom.

## Leben
Siegfried Budge wurde als Sohn jüdischer Eltern geboren, sein Vater war Bankier in Frankfurt. Er war ein Neffe von Henry Budge, der gemeinsam mit seiner Frau Emma Budge als Mäzen bekannt wurde.
Budge absolvierte seine Reifeprüfung am Städtischen Gymnasium in Frankfurt. In den darauffolgenden Jahren studierte er an der Universität Heidelberg, Universität Bonn, Universität Berlin und Universität Marburg Rechtswissenschaften. 1891 folgte sein Referendarexamen, anschließend arbeitete er im praktischen Vorbereitungsjahr am Amtsgericht Bockenheim und am Schwur-, Amts- und Oberlandesgericht Frankfurt. Im Frühjahr 1896 legte er seine große Staatsprüfung ab. Anschließend war er als Rechtsanwalt am Landgericht Frankfurt tätig. Ab 1905 begann er an der Akademie für Sozial- und Handelswissenschaften ein Studium in Nationalökonomie.
1912 promovierte Budge bei Karl Diehl an der Universität Freiburg. In den folgenden Jahren war er als Privatgelehrter tätig, daneben wurde er 1916 Vorstandsmitglied der Stiftung seines Onkels Max. 1921 habilitierte er sich an der Stiftungsuniversität Frankfurt und lehrte dort als Privatdozent. 1925 wurde er zum außerordentlichen Professor für Volkswirtschaftslehre berufen. 1933 wurde ihm aufgrund des Gesetzes zur Wiederherstellung des Berufsbeamtentums die Lehrbefugnis entzogen.
Da es Budge nicht gelang, eine Anstellung im Ausland zu finden, zogen er und seine Frau Ella (1875–1942), mit der er seit 1897 verheiratet war, 1934 zur Tante Emma Budge in Hamburg. Nach deren Tod 1937 mussten Siegfried und Ella Budge das Budge-Palais verlassen, das fortan von NS-Gauleiter Karl Kaufmann in Beschlag genommen wurde. Die Budges mussten nach der Vertreibung aus der Villa mehrfach umziehen, bevor Siegfried Budge nach schwerer Krankheit am 1. September 1941 starb. Seine Frau Ella wurde am 11. April 1942 von der Gestapo ins Konzentrationslager Fuhlsbüttel eingeliefert. Nach kurzer Entlassung wurde sie am 19. August 1942 nach Theresienstadt deportiert, wo sie am 6. November 1943 verstarb.
In Hamburg erinnern seit 2007 zwei Stolpersteine an Siegfried und Ella Budge in der Milchstrasse 12 am Eingang zum Budge-Palais, das heute die Hochschule für Musik und Theater Hamburg beherbergt. Allerdings konnte erst im April 2011 nach einem Restitutionsbegehren eine Einigung mit den Budge-Erben erzielt werden und das Palais somit im Eigentum der Stadt verbleiben.

## Schriften (Auswahl)
- Das Malthus’sche Bevölkerungsgesetz und die theoretische Nationalökonomie der letzten Jahrzehnte. Braun, Karlsruhe 1912 (Dissertation).
- Der Kapitalprofit. Eine kritische Untersuchung unter besonderer Berücksichtigung der Theorie Franz Oppenheimers. Fischer, Jena 1920.
- Grundzüge der theoretischen Nationalökonomie. Fischer, Jena 1925.
- Geschichte der volkswirtschaftlichen Ideen und Theorien. In: Fritz Schmidt (Hrsg.): Die Handelshochschule. Bd. 2: Volkswirtschaftslehre. Spaeth & Linde, Berlin 1928, Kap. IV (S. 350–539).
- Lehre vom Geld (= Grundrisse zum Studium der Nationalökonomie. Bd. 5. Abt. 1: Theorie des Geldes). 2 Halbbände. Fischer, Jena 1931/1933.